# Guerbet
Guerbet là một công ty dược phẩm rất nổi tiếng trong lĩnh vực chẩn đoán hình ảnh chuyên sản xuất các loại thuốc cản quang và cản từ, tên công ty được đặt tên theo nhà bác học người Pháp Marcel Guerbet (1861–1938), người đã phát minh ra Lipiodol vào năm 1901 và con trai ông André Guerbert đã thành lập ra công ty này vào năm 1926.

## Dược phẩm
Các dược phẩm chính của công ty này:
- Dotarem (Gadoteric acid) - đây là một thuốc cản từ nổi tiếng được hơn 68 quốc gia trên toàn thế giới sử dụng. Hàng ngày có hơn 1 triệu lọ thuốc được sử dụng để chụp cộng hưởng từ Dotarem. Xuất hiện tại thị trường y khoa Pháp vào năm 1989[1].
- Xenetix (Iobitridol) - Là một thuốc cản quang nổi tiếng. Xuất hiện tại thị trường y khoa Pháp vào năm 1994. Thuốc này được dùng để dùng trong Xquang, chụp cắt lớp vi tính Xenetix, hàng ngày có hơn 10 triệu lo thuốc được sử dụng. Đây là thuốc phổ biến nhất trong lĩnh vực cản quang[2].
- Lipiodol (Iodinated ethyl esters of fatty acids of poppyseed oil) - đây là loại thuốc dùng trong chụp mạch can thiệp có ứng dụng trong điều trị ung thư gan bằng phương hóa tắc mạch dầu hóa (TACE). Thuốc được phát minh bởi nhà bác học Marcel Guerbet trong năm 1901, Lipiodol là thuốc cản quang ion hóa đầu tiên được sử dụng trên thế giới vào năm 1921[3].
- Telebrix (Ioxitalamic acid) - đây là loại thuốc chuyên biệt dùng trong chụp mạch can thiệp mạch vành mạch não, giúp các bác sĩ can thiệp mạch dễ dàng nhận định chỗ hẹp mạch máu để tiến hành xử trí cho bệnh nhân[4].
- FlowSens - Máy giúp định liều và bơm tự động vào người bệnh nhân.